# Morciano di Leuca
Morciano di Leuca é uma comuna italiana da região da Puglia, província de Lecce, com cerca de 3.496 habitantes. Estende-se por uma área de 13 km², tendo uma densidade populacional de 269 hab/km². Faz fronteira com Alessano, Castrignano del Capo, Patù, Salve.

## Demografia
| Variação demográfica do município entre 1861 e 2011                               |
|                                                                                   |
| Fonte: Istituto Nazionale di Statistica (ISTAT) - Elaboração gráfica da Wikipedia |